# Sistema de ligas de futebol da Inglaterra
O sistema de ligas do futebol da Inglaterra é uma série de ligas interconectadas em que se baseia o futebol nesse país. Originalmente, o sistema deveria abranger todo o Reino Unido. No entanto, apenas clubes ingleses e um pequeno número de clubes galeses (5) participam. Guernsey, Jersey e Ilha de Man são representadas por um time

## Estrutura
No topo está a Premier League, uma liga de uma única divisão com vinte clubes. Embaixo está a English Football League, que é dividida em três divisões de 24 clubes. Esses 72 clubes são todos inteiramente profissionais. Confusamente, refere-se aos 92 clubes como clubes da liga, porque no passado havia apenas uma liga de 92 times e 4 divisões, antes da Premiership ser fundada em 1992. Os clubes fora desse grupo são chamados de "non-league" (de fora da liga), apesar de jogarem seu futebol em competições de liga.
Os clubes que não estão nessas 4 divisões principais do futebol inglês se dividem em várias outras divisões: National League (5ª divisão), National League North e National League South (6ª divisão), e uma série de outros campeonatos que compõem as demais divisões do futebol inglês. No total, existem  mais de 140 ligas individuais na pirâmide, contabilizando mais de 480 divisões. Em maio de 2014, a The Football Association anunciou planos provisórios de uma divisão entre a English Football League e a National League, que incluiria times B das equipes de nível superior, mas desistiu de colocar equipes reservas da Premier League e arquivou o projeto.
Cada liga, a partir da 5ª divisão tem suas próprias regras, mas todas têm algo em comum: têm ligas abaixo dela, cada uma cobrindo cada vez menores zonas geográficas. Em algumas áreas, há mais de 20 níveis para o sistema de ligas. As ligas da 5ª à 11ª divisão são controladas estritamente pela Football Association e fazem parte do chamado National League System. Além disso, todas as ligas seguem o padrão original de todos contra todos e 3 pontos para a vitória, 1 para o empate e 0 para a derrota. Teoricamente todos os times podem subir ou descer para qualquer divisão. No entanto, padrões mínimos para os estádios (drenagem, capacidade, etc.) podem impedir clubes de subir mesmo que sua posição na liga inferior o permita.

## Organização
| Combined Counties League Premier Division North – 20 equipes Combined Counties League Premier Division South – 20 equipes Eastern Counties Football League Premier Division – 20 equipes Essex Senior League – 20 equipes Hellenic League Premier Division – 20 equipes Midland League Premier Division – 18 equipes North West Counties League Premier Division – 24 equipes Northern Counties East Football League Premier Division – 20 equipes | Northern League Division One – 22 equipes Southern Combination League Premier Division – 20 equipes Southern Counties East League Premier Division – 20 equipes Spartan South Midlands League Premier Division – 18 equipes United Counties League Premier Division North – 20 equipes United Counties League Premier Division South – 19 equipes Wessex League Premier Division – 20 equipes Western League Premier Division – 20 equipes |

| Combined Counties League Division One – 23 equipes Eastern Counties League Division One North – 20 equipes Eastern Counties League Division One South – 20 equipes Hellenic League Division One – 19 equipes Midland League Division One – 22 equipes North West Counties League Division One North – 18 equipes North West Counties League Division One South – 18 equipes Northern Counties East League League Division One – 22 equipes Northern League Division Two – 22 equipes | South West Peninsula League Premier Division East – 16 equipes South West Peninsula League Premier Division West – 16 equipes Southern Combination Football League Division One – 20 equipes Southern Counties East League Division One – 18 equipes Spartan South Midlands League Division One – 20 equipes United Counties League Division One – 19 equipes Wessex League Division One – 20 equipes Western League Division One – 22 equipes |

| Anglian Combination Premier Division – 16 equipes Bedfordshire County League Premier Division – 14 equipes Cambridgeshire County League Premier Division – 13 equipes Central Midlands Alliance Premier Division North – 17 equipes Central Midlands Alliance Premier Division South – 17 equipes Cheshire League Premier Division – 16 equipes Devon Football League – 16 equipes Dorset Premier League – 17 equipes Essex Alliance League – 16 equipes Essex & Suffolk Border League Premier Division – 16 equipes Essex Olympian League Premier Division – 14 equipes Gloucestershire County League – 16 equipes Hampshire Premier League Senior Division – 16 equipes Herefordshire Football League Premier Division – 14 equipes Hertfordshire Senior County League Premier Division – 16 equipes Humber Premier League Premier Division – 16 equipes Kent County League Premier Division – 17 equipes Leicestershire Senior League Premier Division – 16 equipes Lincolnshire Football League Premier Division – 13 equipes Liverpool County Premier League Premier Division – 14 equipes Manchester League Premier Division – 16 equipes Middlesex County League Premier Division – 17 equipes Midland League Division Two – 16 equipes Mid-Sussex League Premier Division – 14 equipes North Riding League Premier Division – 15 equipes | Northamptonshire Combination League Premier Division – 17 equipes Northern Alliance Premier Division – 16 equipes Nottinghamshire Senior League Senior Division – 17 equipes Oxfordshire Senior League Premier Division – 14 equipes Peterborough & District League Premier Division – 17 equipes Sheffield & Hallamshire County Senior League Premier Division – 15 equipes Shropshire County Football League Premier Division – 17 equipes Somerset County League Premier Division – 16 equipes Southern Combination League Division Two – 13 equipes Spartan South Midlands League Division Two – 18 equipes St Piran League Premier Division East – 14 equipes St Piran League Premier Division West – 15 equipes Staffordshire County Senior League Premier Division – 17 equipes Suffolk & Ipswich League Senior Division – 17 equipes Surrey Premier County Football League – 15 equipes Thames Valley Premier League Premier Division – 14 equipes Wearside League Premier Division – 18 equipes West Cheshire League Division One – 16 equipes West Lancashire League Premier Division – 17 equipes West Midlands (Regional) League Division One – 16 equipes West Yorkshire League Premier Division – 16 equipes Wiltshire Senior League Premier Division – 18 equipes York League Premier Division – 14 equipes Yorkshire Amateur League Supreme Division – 15 equipes |

O sistema é definido apenas até o nível 11. O que se segue é uma estrutura nocional, baseada na qual as ligas se promovem e rebaixam umas às outras.
| Anglian Combination Division One – 16 equipes Aylesbury and District League Premier Division – 9 equipes Bedfordshire County League Division One – 14 equipes Bristol Premier Combination Premier Division – 14 equipes Bristol & Suburban League Premier Division – 12 equipes Cambridgeshire County League Senior A Division – 14 equipes Central Midlands Alliance Division One North – 9 equipes Central Midlands Alliance Division One East – 12 equipes Central Midlands Alliance Division One South – 12 equipes Central Midlands Alliance Division One West – 10 equipes Cheshire League Division One – 16 equipes Combined Counties League Division Two - 10 equipes Devon & Exeter League Premier Division – 16 equipes Dorset League Senior Division – 14 equipes East Berkshire Football League Premier – 13 equipes East Riding County League Premier Division – 13 equipes East Sussex League Premier Division – 10 equipes Essex Alliance League Premier Division East – 12 equipes Essex Alliance League Premier Division West – 10 equipes Essex & Suffolk Border League Division One – 16 equipes Essex Olympian League Senior Division One – 13 equipes Gloucestershire Northern Senior League Division One – 16 equipes Hampshire Premier League Division One – 11 equipes Hellenic League Division Two Central – 12 equipes Hellenic League Division Two East – 10 equipes Hellenic League Division Two West – 11 equipes Herefordshire Football League Division One – 12 equipes Hertfordshire Senior County League Division One – 16 equipes Isle of Wight Saturday League Division Two – 9 equipes Kent County League Division One Central & East – 11 equipes Kent County League Division One West – 12 equipes Leicestershire Senior League Division One – 16 equipes Liverpool County Premier League Division One – 14 equipes Manchester League Division One – 13 equipes Mid-Sussex League Championship – 12 equipes | Middlesex County League Division One Central & East – 10 equipes Middlesex County League Division One South West – 11 equipes Middlesex County League Division One North West – 10 equipes Midland League Division Three – 16 equipes North Berks League Division One – 11 equipes North Bucks & District League Premier Division – 13 equipes North Devon League Premier Division – 16 equipes North Riding League Division One – 10 equipes Northamptonshire Combination League Division One – 14 equipes Northern Alliance Division One – 16 equipes Nottinghamshire Senior League Division One – 15 equipes Oxfordshire Senior League Division One – 11 equipes Peterborough & District League Division One – 16 equipes Plymouth & West Devon League Premier Division – 12 equipes Sheffield & Hallamshire County Senior League Division One – 14 equipes Shropshire County Football League Division One – 8 equipes Somerset County League Division One – 14 equipes South Devon Football League Premier Division – 11 equipes St Piran League Division One East – 15 equipes St Piran League Division One West – 15 equipes Staffordshire County Senior League Division One – 16 equipes Suffolk & Ipswich League Division One – 14 equipes Surrey County Intermediate League (Western) Premier Division – 14 equipes Surrey South Eastern Combination Intermediate Division One – 12 equipes Swindon & District League Premier Division – 9 equipes Thames Valley Premier League Division One – 10 equipes Trowbridge & District League Division One – 12 equipes Wearside League Division One – 14 equipes West Cheshire League Division Two – 16 equipes West Lancashire League Division One – 14 equipes West Midlands (Regional) League Division Two – 10 equipes West Sussex League Premier Division – 11 equipes West Yorkshire League Division One – 16 equipes Wiltshire Senior League Division One – 7 equipes York League Division One – 9 equipes Yorkshire Amateur League Premier Division – 12 equipes |

| Aldershot & District League Division One – 9 equipes Anglian Combination Division Two – 15 equipes Aylesbury and District League Division One – 11 equipes Banbury District and Lord Jersey FA Premier Division – 11 equipes Basingstoke and District League Division One – 9 equipes Beckett Football League Division One – 8 equipes Bedfordshire County League Division Two North – 13 equipes Bedfordshire County League Division Two South – 14 equipes Bristol Premier Combination Premier Division One – 14 equipes Bristol and Suburban League Premier Division Two – 11 equipes Cambridgeshire County League Senior B Division – 14 equipes Central Midlands Alliance Division Two – 13 equipes Cheshire League League Two – 12 equipes Coventry Alliance Football League Premier Division – 8 equipes Craven and District League Premier Division – 9 equipes Devon and Exeter League Division One – 13 equipes Dorset League Division One – 14 equipes East Berkshire Football League Division One – 14 equipes East Riding County League Championship – 13 equipes East Sussex League Division One – 7 equipes Essex Alliance League Division One – 13 equipes Essex & Suffolk Border League Division Two – 15 equipes Essex Olympian League Senior Division Two – 12 equipes Gloucestershire Northern Senior League Division Two – 16 equipes Guildford and Woking Alliance League Premier Division – 9 equipes Herefordshire Football League Division Two – 12 equipes Hertfordshire Senior County League Division Two – 12 equipes Kent County League Division Two Central & East – 11 equipes Kent County League Division Two West – 12 equipes Leicestershire Senior League Division Two – 8 equipes Liverpool County Premier League Division Two – 11 equipes Manchester League Division Two – 15 equipes Middlesex County League Division Two – 12 equipes | Mid-Sussex League Division One – 11 equipes North Berks League Division Two – 11 equipes North Bucks and District League Intermediate Division – 13 equipes North Devon League Senior Division – 16 equipes North Riding League Division Two – 12 equipes Northamptonshire Combination League Division Two – 14 equipes Northern Alliance Division Two – 15 equipes Nottinghamshire Senior League Division Two – 16 equipes Oxfordshire Senior League Division Two – 12 equipes Peterborough and District League Division Two – 15 equipes Plymouth and West Devon League Division One – 11 equipes Sheffield & Hallamshire County Senior League Division Two – 12 equipes Somerset County League Division Two – 14 equipes South Devon Football League Division One – 10 equipes Southampton Saturday League Premier Division – 10 equipes St Piran League Division Two East – 14 equipes St Piran League Division Two West – 13 equipes Staffordshire County Senior League Division Two North – 12 equipes Staffordshire County Senior League Division Two South – 11 equipes Suffolk and Ipswich League Division Two – 14 equipes Surrey South Eastern Combination Intermediate Division Two – 13 equipes Swindon & District League Division One – 10 equipes Thames Valley Premier League Division Two – 10 equipes Trowbridge & District League Division Two – 11 equipes Wearside League Division Two - 11 equipes West Cheshire League Division Three – 16 equipes West Lancashire League Division Two – 12 equipes West Sussex League Division One – 11 equipes West Yorkshire League Division Two – 16 equipes Witney and District League Premier Division – 11 equipes York League Division Two – 11 equipes Yorkshire Amateur League Championship Division – 12 equipes |

| Aldershot & District League Division Two – 6 equipes Anglian Combination Division Three – 18 equipes Aylesbury and District League Division Two – 10 equipes Banbury District and Lord Jersey FA Division One – 11 equipes Beckett Football League Division Two – 11 equipes Bedfordshire County League Division Three – 16 equipes Brighton, Worthing & District League Division One – 11 equipes Bristol and District League Senior Division – 14 equipes Bristol and Suburban Association League Division One – 14 equipes Cambridgeshire County League Division One A – 13 equipes Cambridgeshire County League Division One B – 14 equipes Cheltenham League Premier Division – 12 equipes Chester and Wirral League Premier Division – 9 equipes Coventry Alliance Division One – 11 equipes Craven and District League Division One – 9 equipes Crewe and District League Premier Division – 7 equipes Devon and Exeter League Division Two – 14 equipes Doncaster Saturday League Premier Division – 8 equipes Dorset League Division Two – 12 equipes East Riding County League Championship North – 10 equipes East Riding County League Championship South – 10 equipes East Sussex League Division Two – 10 equipes Essex Alliance League Division Two – 12 equipes Essex & Suffolk Border League Division Three – 11 equipes Essex Olympian League Senior Division Three – 13 equipes Furness Premier League Premier Division – 14 equipes Guildford and Woking Alliance League Division One – 8 equipes Halifax and District League Premier Division – 11 equipes Harrogate and District League Premier Division – 12 equipes Hertfordshire Senior County League Division Three – 13 equipes Hope Valley Amateur League Premier Division – 14 equipes Huddersfield and District Association League Premier Division – 11 equipes | Kent County League Division Three Central & East – 12 equipes Kent County League Division Three West – 14 equipes Kingston and District League Premier Division – 11 equipes Lancashire Amateur League Premier Division – 12 equipes Lancashire and Cheshire Amateur League Premier Division – 10 equipes Leicestershire County League Premier Division – 13 equipes Liverpool Football League Premier Division – 10 equipes Mid-Sussex Football League Division Two North – 9 equipes Mid-Sussex Football League Division Two South – 10 equipes North Berks League Division Three – 11 equipes North Bucks and District League Division One – 13 equipes North Devon League Intermediate Division One – 14 equipes North Gloucestershire League Premier Division – 14 equipes Northamptonshire Combination League Division Three – 14 equipes Northern Alliance Third Division – 16 equipes Nottinghamshire Senior League Division Three – 13 equipes Oxfordshire Senior League Division Three – 11 equipes Peterborough and District League Division Three – 15 equipes Somerset County League Division Three – 14 equipes South Devon Football League Division Two – 10 equipes Southampton Saturday League Senior Division One – 10 equipes St Piran League Division Three East – 14 equipes St Piran League Division Three West – 13 equipes Stroud and District League Division One – 14 equipes Suffolk and Ipswich League Division Three – 13 equipes Thames Valley Premier League Division Three – 11 equipes Wakefield and District League Premier Division – 11 equipes Wensleydale Football League Division One - 9 equipes West Sussex League Division Two North – 12 equipes West Sussex League Division Two South – 11 equipes Wimbledon & District League Premier Division – 10 equipes Witney and District League Division One – 12 equipes York League Division Three – 11 equipes Yorkshire Amateur League Division One – 11 equipes |

| Aldershot & District League Seedling Group - 10 equipes Anglian Combination Division Four – 15 equipes Ashford & District League Premier Division – 7 equipes Banbury District and Lord Jersey FA Division Two – 11 equipes Bedfordshire County League Division Four – 17 equipes Bristol and District League Division One – 13 equipes Bristol and Suburban Association Football League Division Two – 14 equipes Bromley & South London District League Premier Division - 10 equipes Cambridgeshire Football Association County League Division Two A – 14 equipes Cambridgeshire Football Association County League Division Two B – 14 equipes Canterbury & District League Premier Division – 7 equipes Cheltenham League Division One – 12 equipes Chester and Wirral League Championship – 9 equipes Coventry Alliance Division Two – 10 equipes Craven and District League Division Two – 9 equipes Cumberland County League Premier Division – 8 equipes Devon and Exeter Football League Division Three – 14 equipes Doncaster Saturday League Division One – 7 equipes Dorset Football League Division Three – 12 equipes East Riding County League Division One – 13 equipes East Sussex Football League Division Three – 11 equipes Essex Alliance League Division Three – 13 equipes Essex Olympian League Senior Division Four – 14 equipes Essex & Suffolk Border League Division Four – 12 equipes Furness Premier League Division One – 10 equipes Guildford and Woking Alliance League Division Two – 9 equipes Halifax and District League Division One – 13 equipes Harrogate and District League Division One – 13 equipes Hertfordshire Senior County League Division Four – 11 equipes Hope Valley Amateur League A Division – 17 equipes Huddersfield and District Association Football League Division One – 12 equipes | Kingston and District Football League Division One – 10 equipes Lancashire Amateur League Division One – 14 equipes Lancashire and Cheshire Amateur League Division One – 8 equipes Leicestershire County League Championship Division – 12 equipes Liverpool Football League Championship – 10 equipes Mid-Lancashire Football League Premier Division – 10 equipes Mid-Sussex Football League Division Three North – 10 equipes Mid-Sussex Football League Division Three South – 10 equipes Mid-Somerset Football League Premier Division – 9 equipes North Devon League Intermediate Division Two – 12 equipes North East Combination League Premier Division – 9 equipes North Gloucestershire League Division One – 12 equipes Perry Street and District League Premier Division – 10 equipes Peterborough and District Football League Division Four – 15 equipes Rochester and District League Premier Division – 11 equipes Sevenoaks and District Football League Premier Division – 11 equipes South Devon Football League Division Three – 9 equipes St Piran League Division Four East – 11 equipes St Piran League Division Four West – 13 equipes Stroud and District League Division Two – 13 equipes Suffolk and Ipswich League Division Four – 13 equipes Taunton & District Saturday League Premier Division – 10 equipes Thames Valley Premier Football League Division Four – 12 equipes Wakefield and District League Division One – 11 equipes West Sussex League Division Three Central – 10 equipes West Sussex League Division Three North – 10 equipes West Sussex League Division Three South – 9 equipes Westmorland Association Football League Division One – 12 equipes Weston-super-Mare and District Football League Division One – 11 equipes Wimbledon & District Football League Division One – 10 equipes Witney and District League Division Two – 13 equipes Yeovil and District League Premier Division – 9 equipes Yorkshire Amateur League Division Two – 12 equipes |

| Anglian Combination Division Five North – 15 equipes Anglian Combination Division Five South – 16 equipes Ashford & District League Division One – 8 equipes Bristol and District League Division Two – 15 equipes Bristol and Suburban Association Football League Division Three – 13 equipes Bromley & South London District League Division One - 11 equipes Cambridgeshire Football Association County League Division Three A – 14 equipes Cambridgeshire Football Association County League Division Three B – 14 equipes Canterbury & District League Division One – 7 equipes Cheltenham League Division Two – 12 equipes Coventry Alliance Division Three – 12 equipes Craven and District League Division Three – 9 equipes Cumberland County League Division One – 9 equipes Devon and Exeter Football League Division Four – 13 equipes Dorset Football League Division Four – 11 equipes East Riding County League Division Two – 11 equipes East Sussex Football League Division Four – 11 equipes Essex & Suffolk Border League Division Five – 11 equipes Furness Premier League Division Two – 11 equipes Guildford and Woking Alliance League Division Three – 9 equipes Hertfordshire Senior County League Division Five – 13 equipes Huddersfield and District Association Football League Division Two – 11 equipes | Lancashire Amateur League Division Two – 14 equipes Lancashire and Cheshire Amateur League Division Two – 11 equipes Leicestershire County League Division One – 12 equipes Liverpool Football League Division One – 10 equipes Mid-Essex League Premier Division – 10 equipes Mid-Lancashire Football League Division One – 12 equipes Mid-Sussex Football League Division Four North – 10 equipes Mid-Sussex Football League Division Four South – 11 equipes Mid-Somerset Football League Division One – 8 equipes North East Combination League Division One – 6 equipes North Gloucestershire League Division Two – 12 equipes Perry Street and District League Division One – 12 equipes Rochester and District League Division One – 13 equipes Sevenoaks and District Football League Division One – 11 equipes South Devon Football League Division Four – 10 equipes Southend Borough & District Combination Premier Division – 7 equipes Stroud and District League Division Three – 13 equipes Suffolk and Ipswich League Division Five – 12 equipes Taunton & District Saturday League Division One – 12 equipes Wakefield and District League Division Two – 11 equipes Westmorland Association Football League Division Two – 11 equipes Weston-super-Mare and District Football League Division Two – 9 equipes Wimbledon & District Football League Division Two – 10 equipes Witney and District League Division Three – 13 equipes Yeovil and District League Division One – 11 equipes Yorkshire Amateur League Division Three – 11 equipes |

| Bristol and District League Division Three – 14 equipes Bristol and Suburban Association Football League Division Four – 12 equipes Bromley & South London District League Division Two - 10 equipes Cambridgeshire Football Association County League Division Four A – 12 equipes Cambridgeshire Football Association County League Division Four B – 14 equipes Central and South Norfolk League Division One – 12 equipes Dorset Football League Division Five – 11 equipes Devon and Exeter Football League Division Five – 13 equipes East Riding County League Division Three – 11 equipes Guildford and Woking Alliance League Youth to Adult Transition Division – 8 equipes Huddersfield and District Association Football League Division Three – 11 equipes Lancashire Amateur League Division Three – 14 equipes Lancashire and Cheshire Amateur League Division Three – 10 equipes Leicestershire County League Division Two – 12 equipes Liverpool Football League Division Two – 10 equipes | Mid-Essex League Division One – 11 equipes Mid-Lancashire Football League Division Two – 11 equipes Mid-Sussex Football League Division Five North – 10 equipes Mid-Sussex Football League Division Five South – 10 equipes Mid-Somerset Football League Division Two – 8 equipes North East Combination League Division Two – 8 equipes North East Norfolk League Division One – 9 equipes North Gloucestershire League Division Three – 12 equipes North West Norfolk League Division One – 10 equipes Perry Street and District League Division Two – 14 equipes Rochester and District League Division Two – 11 equipes Sevenoaks and District Football League Division Two – 12 equipes Southend Borough Combination Division One – 11 equipes Stroud and District League Division Four North – 10 equipes Stroud and District League Division Four South – 10 equipes Suffolk and Ipswich League Division Six – 13 equipes Taunton & District Saturday League Division Two – 13 equipes Westmorland Association Football League Division Three – 11 equipes Weston-super-Mare and District Football League Division Three – 10 equipes Wimbledon & District Football League Division Three – 10 equipes Yeovil and District League Division Two – 11 equipes Yorkshire Amateur League Division Four – 12 equipes |

| Bristol and District League Division Four – 13 equipes Central and South Norfolk League Division Two – 12 equipes Devon and Exeter Football League Division Six – 14 equipes East Riding County League Division Four – 10 equipes Huddersfield and District Association Football League Division Four – 10 equipes Lancashire Amateur League Division Four – 12 equipes Lancashire and Cheshire Amateur League Division A – 13 equipes Leicestershire County League Division Three – 13 equipes Lowestoft & District League Division One – 13 equipes Mid-Essex League Division Two – 10 equipes Mid-Sussex League Division Six – 9 equipes | North East Norfolk League Division Two – 7 equipes North West Norfolk League Division Two – 12 equipes Sevenoaks and District Football League Division Three – 12 equipes Stroud and District League Division Five North – 10 equipes Stroud and District League Division Five South – 10 equipes Westmorland Association Football League Division Four – 11 equipes Weston-super-Mare and District Football League Division Four – 12 equipes Yorkshire Amateur League Division Five – 12 equipes |

| Bristol and District League Division Five – 10 equipes Central and South Norfolk League Division Three – 11 equipes Devon and Exeter Football League Division Seven – 13 equipes Huddersfield and District Association Football League Division Five – 12 equipes | Lancashire and Cheshire Amateur League Division B – 13 equipes Lowestoft & District League Division Two – 9 equipes Mid-Essex League Division Three – 10 equipes North West Norfolk League Division Three – 9 equipes Stroud and District League Division Six – 10 equipes |

| Central and South Norfolk League Division Four – 13 equipes Devon and Exeter Football League Division Eight – 12 equipes | Lancashire and Cheshire Amateur League Division C – 11 equipes Lowestoft & District League Division Three – 10 equipes |